# La Burquera
La Burquera, o la Borquera, és una entitat de població del municipi d'Alcover a la comarca de l'Alt Camp. La urbanització se situa al sud-oest del nucli urbà d'Alcover i s'hi localitzen boscos de pins i camps de conreu.